# Dahlonega
Dahlonega is een plaats (city) in de Amerikaanse staat Georgia, en valt bestuurlijk gezien onder Lumpkin County.

## Demografie
Bij de volkstelling in 2000 werd het aantal inwoners vastgesteld op 3638.
In 2006 is het aantal inwoners door het United States Census Bureau geschat op 4757, een stijging van 1119 (30,8%).

## Geografie
Volgens het United States Census Bureau beslaat de plaats een oppervlakte van
16,6 km², geheel bestaande uit land. Dahlonega ligt op ongeveer 442 m boven zeeniveau.

## Plaatsen in de nabije omgeving
De onderstaande figuur toont nabijgelegen plaatsen in een straal van 36 km rond Dahlonega.